# Two Naughty Boys Upsetting the Spoons
Two Naughty Boys Upsetting the Spoons è un cortometraggio muto del 1898, diretto da James Williamson.
Tra il 1898 e il 1902 il regista inglese James Williamson coinvolse i suoi figli maggiori, Alan Williamson (1886-1952) e Colin Williamson (1887-1976), come protagonisti di una serie di cortometraggi nei panni di due terribili ragazzini (Two Naughty Boys), secondo uno schema che tanta fortuna aveva avuto nel cinema fin dalle origini. Two Naughty Boys Upsetting the Spoons (1898) era il primo film della serie che comprendeva: Two Naughty Boys Teasing the Cobbler (1898); Two Naughty Boys Sprinkling the Spoons (1898); Teasing Grandpa (1901); e Those Troublesome Boys (1902). Quando Alan e Colin divennero troppo grandi per la parte furono sostituiti nello stesso ruolo dai loro fratelli minori, Tom Williamson (1891-1959) e Stuart Williamson (1893-1972) in Oh! What a Surprise! (1904); The Dear Boys Home for the Holidays (1904); e Two Naughty Boys (1909). I fratelli Williamson furono non solo i primi attori bambini del cinema britannico ma in assoluto i primi bambini ad avere un ruolo protagonistico in un serial cinematografico.

## Trama
Due ragazzini dispettosi giocano uno scherzo al pretendente della loro zia, facendolo cadere.

## Produzione
Il film fu prodotto nel Regno Unito dalla Williamson Kinematograph Company.

## Distribuzione
Il film fu distribuito dalla Williamson Kinematograph Company nelle sale inglesi nel luglio 1898.